# Kanincheninsel
Die Kanincheninsel ist eine Insel im Breitlingsee in der Stadt Brandenburg an der Havel. Die Insel hat eine Nord-Süd-Ausdehnung von etwa 350 Meter und eine maximale Ost-West-Ausdehnung von etwa 270 Meter nahe dem südlichen Seeufer und dem Siedlungsplatz Malge. Die Insel ist dicht bewaldet.

## Trivia
Die Kanincheninsel diente im Sommer 2016 als einer der Drehorte des Spielfilms Conni & Co 2 – Das Geheimnis des T-Rex. Bereits 2014 entstanden Szenen des Films Der Nanny auf der Insel.